# Teslascopio
El teslascopio es un receptor diseñado por el inventor de origen serbocroata Nikola Tesla, con el cual se pretendía la comunicación con seres del espacio exterior. Este invento se hizo muy popular tras una publicación del 20 de julio de 1931 en una sección dedicada a conmemorar su septuagésimo quinto cumpleaños.

Yo he diseñado un dispositivo que permitirá al hombre transportar la energía, en grandes cantidades, de un planeta a otro sin ningún problema de distancia. Creo que nada es más importante que la comunicación interplanetaria, que sin duda ocurrirá un día y, estar seguro de que hay otras formas de vida en el universo como nosotros, produce un efecto mágico sobre la humanidad, la creación de una fraternidad universal que durará tanto tiempo como el hombre viva.
Nikola Tesla

## Las circunstancias
En 1899, mientras investigaba la electricidad atmosférica usando un receptor con bobina de Tesla en su laboratorio de Colorado Springs, Tesla observó señales repetitivas sustancialmente diferentes a las que provienen de tormentas o de ruido terrestre, que él interpretó como provenientes de origen extraterrestre. Más tarde recordó que las señales aparecieron en grupos de uno, dos, tres y cuatro clics juntos. Tesla pensaba que las señales provenían de Marte. El análisis de las investigaciones de Tesla abre un abanico de posibilidades: desde que no detectó nada (sino que simplemente malinterpretó la nueva tecnología con la que estaba trabajando) hasta que pudo haber estado observando las señales naturales de un anillo tórico de plasma en Júpiter.

## Comunicación con Marte
En 1896, Tesla dijo en una entrevista:

La posibilidad de enviar señales a los marcianos fue la aplicación extrema de [mi] principio de propagación de ondas eléctricas. El mismo principio se puede emplear con buenos resultados para la transmisión de noticias a todas partes en la tierra... Todas las ciudades en el mundo podrían estar en un circuito inmenso. [Así] un mensaje enviado desde Nueva York podría estar en Inglaterra, África y Australia en un instante. Qué gran cosa sería.
Nikola Tesla (1896)

Tesla expresa sus pensamientos con candidez, como un niño, sin medir las consecuencias ni pensar en la conveniencia.

Nunca podré olvidar las primeras sensaciones que experimenté cuando se me ocurrió que yo había observado algo, posiblemente de incalculables consecuencias para la humanidad. Me sentía como el testigo del nacimiento de un nuevo conocimiento o de la revelación de una gran verdad. Incluso ahora, por ejemplo, puedo recordar claramente el caso. La primera observación que hice claramente me aterrorizó, estando presente en ella algo misterioso, indefinible, sobrenatural. Yo estaba solo en mi laboratorio por la noche, pero, en ese momento, la idea de que estas interferencias eran señales de control inteligente no me sobrevino desde el principio. «Me di cuenta de que el cambio se llevó a cabo con regularidad y con una clara secuencia de números y series, que yo no había escuchado hasta entonces». «Cierto, estaba familiarizado con las interferencias eléctricas generadas por el Sol, la aurora boreal o la corriente terrestre, y yo estaba completamente seguro de que estas variaciones de la señal no se debieron a ninguna de estas causas». La naturaleza de mis experimentos excluye la posibilidad de que los cambios fueran causados por la interferencia atmosférica. Transcurrió un breve período hasta que llegó el pensamiento, como relámpago, de que la interferencia observada podía ser causada por seres inteligentes. A pesar de que no podía descifrar su significado, me era imposible pensar en ello como si hubiera sido completamente accidental. Constantemente crecía en mí el sentimiento de que yo había sido el primero en escuchar el saludo de un planeta a otro. Existía un propósito detrás de estas señales eléctricas, y fue con esta convicción que anuncié en la Cruz Roja, cuando se me pidió que indicara uno de los mayores logros de los futuros cien años, que probablemente sería la confirmación y la interpretación de este desafío planetario a nosotros. Desde que regresé a Nueva York, algunos trabajos urgentes han consumido mi atención, pero nunca he dejado de pensar en los experimentos y las observaciones que hice en Colorado. Trato por todos los medios de mejorar mi equipo de laboratorio y, en cuando esté listo, voy a continuar mi investigación en el punto en el que tuve que abandonarla por un tiempo.
Nikola Tesla

## La controversia
El anuncio de Tesla de la recepción de señales electromagnéticas extraterrestres en 1899 y sus posteriores experimentos relacionados no fueron bien vistos por la comunidad científica de la época. En 1909 Tesla dijo:

Para ser veraces, no tenemos pruebas de que Marte esté habitado [...] Personalmente, tengo una débil convicción de que la interferencia eléctrica que descubrí en 1899, y de acuerdo con mi investigación, haya sido causada por el Sol, por la Luna o por Venus. Algunos estudios desarrollados por mí más tarde, demostraron que las señales eran necesariamente provenientes de Marte.
Nikola Tesla (1909) 

### Unos pocos reaccionan favorablemente
En 1902, mientras tenía la intención de visitar los Estados Unidos, Lord Kelvin dijo estar de acuerdo con Tesla en cuanto a enviar señales a Marte desde los Estados Unidos.
Mientras en 1909 el profesor Pickering anunciaba su idea de crear una serie de espejos en Texas, con el objetivo de informar de su presencia a los marcianos, Tesla presentó su idea para comunicarse con otros planetas:

La idea, por supuesto, asume que los espejos deben ser creados para reflejar los rayos del sol en paralelo. Por el momento, esto es lo que está en el poder del hombre hacer, si bien nadie puede poner límites en el futuro y los nuevos logros ... No obstante hay una manera de ponerse en contacto directo con otros planetas... Esta combinación de herramientas se encuentra en [mi] transmisor inalámbrico. Es evidente, entonces, que en mis experimentos de 1899 y 1900 he producido en Marte perturbaciones incomparablemente más potentes que las que pudieran ser obtenidas mediante cualesquiera reflectores, de cualquier ancho.
Nikola Tesla

En 1921, Tesla escribió sobre su experiencia, en la que dice que las señales proceden de Marte y en la que excluye y rechaza la hipótesis que en 1901 dijo que las señales recibidas podían provenir de Venus, en lugar del planeta rojo:

Algunos podrían burlarse de esta declaración [...] de la comunicación con nuestros vecinos celestes, al igual que Marte [...] o podría tomarlo como una broma, pero estaba profundamente convencido a partir del momento en que realicé la primera observación en Colorado Springs [...] En ese tiempo no había ningún otro sistema inalámbrico aparte del mío que pudiera causar interferencias capaces de ser percibidas más allá de unas pocas millas.
 Además, las condiciones para el experimento eran perfectas, y yo estaba muy inspirado en mi trabajo. La naturaleza de la interferencia excluye cualquier posibilidad de registrar señales terrestres y elimina, además, las influencias que el Sol, la Luna o Venus podrían producir. Tal como se anunció entonces, la señal consiste en una repetición de números, y estudios posteriores me han convencido de que se propaga a partir de Marte, el único planeta que en ese momento pasaba cerca de la Tierra.
Nikola Tesla (1921) 